# Haplochrois gelechiella
Haplochrois gelechiella ist ein Schmetterling (Nachtfalter) aus der Familie der Grasminiermotten (Elachistidae).

## Merkmale
Die Falter erreichen eine Flügelspannweite von 12 bis 14 Millimeter. Der Kopf ist cremeweiß und an den Seiten und hinten fahl hellbraun. Die Fühler sind fahl ockerfarben und braun geringelt. Thorax und Tegulae sind fahl beigegrau. Die Vorderflügel glänzen beigegrau und sind kräftig mit bräunlich grauen Schuppen gesprenkelt. Die Fransenschuppen sind am Apex fahl grau und zum Flügelinnenrand hin ockerfarben grau. Die Hinterflügel glänzen grau.
Die Genitalarmatur der Männchen ähnelt der von Haplochrois albanica, die distalen knaufförmigen Enden des Gnathos sind aber mit groberen Stacheln besetzt. Die Valven sind mehr rechteckig, die Anellus-Lappen sind breiter und abgerundet und haben hinten eine halbrunde Einbuchtung.
Die Genitalarmatur der Weibchen unterscheidet sich von jener der Weibchen von H. albanica durch die schlankeren Apophyses anteriores, durch den schmaleren und U-förmigen Rand der Genitalplatte sowie durch die Form des Signums, welches von einer stärker sklerotisierten Kante umgeben ist.

### Ähnliche Arten
H. gelechiella unterscheidet sich von Haplochrois albanica durch die intensivere beige graue Färbung der Vorderflügel, die helleren Hinterflügel und den dunkelbraunen Apikalstrich auf der Vorderflügelunterseite.

## Verbreitung
Haplochrois gelechiella kommt in Griechenland vor.

## Biologie
Über die Biologie der Art ist bisher nichts bekannt. Die wenigen bekannten Exemplare wurden im Juli gesammelt.

## Systematik
Aus der Literatur ist das folgende Synonym bekannt:
- Tetanocentria gelechiella Rebel, 1902